# Statue d'Albrecht Rodenbach
La statue d'Albrecht Rodenbach est une statue située sur la De Coninckplein de la ville belge de Roulers.

## Historique
La statue d'Albrecht Rodenbach a été érigée en 1909 et a été conçue par Jules Lagae.

## Description
Albrecht Rodenbach, champion du mouvement flamand, laisse s'envoler une mouette, en référence à sa chanson De Blauwvoet (nl), son hymne de bataille publié en 1875. Rodenbach a étudié au Petit séminaire de Roulers (nl).
En fait, le « pied bleu » original de la chanson serait un balbuzard pêcheur, ce qui n'est pas l'oiseau représenté sur la statue, mais qui est explicitement mentionné par Hendrik Conscience dans son livre De bloks van Vlaanderen.